# Flughafen Piarco

i7
i11
i13
Der Piarco International Airport ist ein Flughafen auf der Insel Trinidad und der Flughafen für die trinidadische Hauptstadt Port of Spain. Neben dem A. N. R. Robinson Airport ist er einer von zwei aktuell betriebenen internationalen Flughäfen in Trinidad und Tobago. Er liegt etwa 27 Kilometer südöstlich von Port of Spain am südlichen Rand des dicht besiedelten East-West Corridor.

## Geschichte
Der Flughafen Piarco wurde am 8. Januar 1931 als einfaches Rollfeld eröffnet; zuvor landeten Flugzeuge unter anderem auf der Queen’s Park Savannah, mitten in Port of Spain. Zunächst durften in Piarco ausschließlich kleine Postflugzeuge starten und landen. Im Zweiten Weltkrieg diente das Rollfeld ab September 1940 als Trainingsflughafen für Piloten der Royal Air Force. Die 1939 gegründete Fluggesellschaft BWIA nahm am 28. November 1940 den Linienflugbetrieb von und nach  Piarco auf; zunächst wurden mit einer Lockheed Model 18 Tobago und Barbados angeflogen. Während des Kriegs waren drei Staffeln der US-amerikanischen Luftstreitkräfte auf dem Flughafen stationiert, der anschließend wieder für die zivile Luftfahrt genutzt wurde.
2001 wurde ein neuer Terminal für Piarco gebaut, um den Flugbetrieb zu erweitern. 2006 und 2022 wurde der Flughafen mit dem World Travel Award der Kategorie "Caribbean's Leading Airport" ausgezeichnet.

## Aufbau und Einrichtungen
Der Terminal ist etwa 35.900 Quadratmeter groß. Der Bau des neuen Terminals wurde am 25. November 2011 abgeschlossen. Das North-Terminal ist für Geschäftsreisende vorgesehen und beherbergt 29 Gates mit 14 Fluggastbrücken. Der bestehende Terminal heißt neu South-Terminal. Es gibt ein Einkaufszentrum, das im Jahr 2006 erbaut wurde. Der Verkehrsflughafen ist groß genug, um wichtige Verkehrsflugzeuge wie die Boeing 737, Boeing 747, Boeing 777 oder den Airbus A340 unterzubringen.

## Fluggesellschaften und Ziele
Piarco ist der Heimatflughafen von Caribbean Airlines und war bis Anfang der 2020er Jahre ein Drehkreuz von LIAT. Verbindungen nach Europa werden von British Airways und KLM angeboten.

### Nationale Ziele
| Ziel   | Flughafen                               | Fluggesellschaft   |
| ------ | --------------------------------------- | ------------------ |
| Tobago | A. N. R. Robinson International Airport | Caribbean Airlines |

### Internationale Ziele
| Land/Territorium               | Stadt           | Flughafen                                         | Fluggesellschaft   |
| ------------------------------ | --------------- | ------------------------------------------------- | ------------------ |
| Antigua und Barbuda            | Saint John’s    | V.C Bird International Airport                    | Caribbean Airlines |
| Antigua und Barbuda            | Saint John’s    | V.C Bird International Airport                    | LIAT20             |
| Bahamas                        | Nassau          | Flughafen Nassau Lynden Pindling                  | Caribbean Airlines |
| Barbados                       | Bridgetown      | Grantley Adams International Airport              | Caribbean Airlines |
| Britische Jungferninseln (UK)  | Tortola         | Terrance B. Lettsome International Airport        | Caribbean Airlines |
| Curacao (NL)                   | Willemstad      | Curaçao International Airport                     | Caribbean Airlines |
| Dominica                       | Roseau          | Douglas-Charles Airport                           | Caribbean Airlines |
| Guadeloupe (FR)                | Pointe-à-Pitre  | Aéroport de Point-à-Pître                         | Caribbean Airlines |
| Grenada                        | St. George’s    | Maurice Bishop International Airport              | Caribbean Airlines |
| Guyana                         | Georgetown      | Eugene F. Correira Airport                        | Caribbean Airlines |
| Jamaika                        | Kingston        | Flughafen Norman Manley International             | Caribbean Airlines |
| Kanada                         | Toronto         | Flughafen Toronto-Pearson                         | Caribbean Airlines |
| Kuba                           | Havanna         | Aeropuerto Internacional José Martí               | Caribbean Airlines |
| Martinique (FR)                | Fort-de-France  | Aéroport international de Martinique-Aimé-Césaire | Caribbean Airlines |
| Niederlande                    | Amsterdam       | Luchthaven Schiphol                               | KLM                |
| Panama                         | Panama-Stadt    | Aeropuerto Internacional de Tocumen               | Copa Airlines      |
| Puerto Rico                    | San Juan        | Aeropuerto Internacional Luis Muñoz Marín         | Caribbean Airlines |
| Sint Maarten (NL)              | Philipsburg     | Princess Juliana International Airport            | Caribbean Airlines |
| Sint Maarten (NL)              | Philipsburg     | Princess Juliana International Airport            | KLM                |
| St. Kitts und Nevis            | Basseterre      | Flughafen Robert L. Bradshaw International        | Caribbean Airlines |
| St. Lucia                      | Castries        | George F. L. Charles Airport                      | Caribbean Airlines |
| St. Vincent und die Grenadinen | Argyle          | Argyle International Airport                      | Caribbean Airlines |
| Suriname                       | Paramaribo      | Flughafen Suriname/Zanderij                       | Caribbean Airlines |
| Venezuela                      | Caracas         | Simón Bolívar International Airport               | Caribbean Airlines |
| Venezuela                      | Caracas         | Simón Bolívar International Airport               | Rutaca             |
| Venezuela                      | Isla Margarita  | Aeropuerto del Caribe Santiago Mariño             | Rutaca             |
| Vereinigte Staaten             | Fort Lauderdale | Fort Lauderdale-Hollywood International Airport   | Caribbean Airlines |
| Vereinigte Staaten             | Houston         | George Bush Intercontinental Airport              | United Airlines    |
| Vereinigte Staaten             | Miami           | Miami International Airport                       | American Airlines  |
| Vereinigte Staaten             | Miami           | Miami International Airport                       | Caribbean Airlines |
| Vereinigte Staaten             | New York        | John F. Kennedy International Airport             | Caribbean Airlines |
| Vereinigte Staaten             | New York        | John F. Kennedy International Airport             | Jetblue Airways    |
| Vereinigte Staaten             | Orlando         | Orlando International Airport                     | Caribbean Airlines |
| Vereinigtes Königreich         | London          | Gatwick Airport                                   | British Airways    |